# Zemský okres Traunstein
Zemský okres Traunstein (německy Landkreis Traunstein) je zemský okres v německé spolkové zemi Bavorsko, ve vládním obvodu Horní Bavorsko. Sídlem správy zemského okresu je město Traunstein. Má přibližně 145 tisíc obyvatel. 

## Města a obce
Města:
1. Tittmoning
2. Traunreut
3. Traunstein
4. Trostberg

Obce:
1. Altenmarkt an der Alz
2. Bergen
3. Chieming
4. Engelsberg
5. Fridolfing
6. Grabenstätt
7. Grassau
8. Inzell
9. Kienberg
10. Kirchanschöring
11. Marquartstein
12. Nußdorf
13. Obing
14. Palling
15. Petting
16. Pittenhart
17. Reit im Winkl
18. Ruhpolding
19. Schleching
20. Schnaitsee
21. Seeon-Seebruck
22. Siegsdorf
23. Staudach-Egerndach
24. Surberg
25. Tacherting
26. Taching am See
27. Übersee
28. Unterwössen
29. Vachendorf
30. Waging am See
31. Wonneberg